# Hot-Plug
Les périphériques hot-plug sont ceux que l'on peut connecter ou déconnecter d'un ordinateur pendant que le système est en marche. Ils sont dits connectés ou déconnectés « à chaud ».

## Types de périphériques permettant le hot-plug

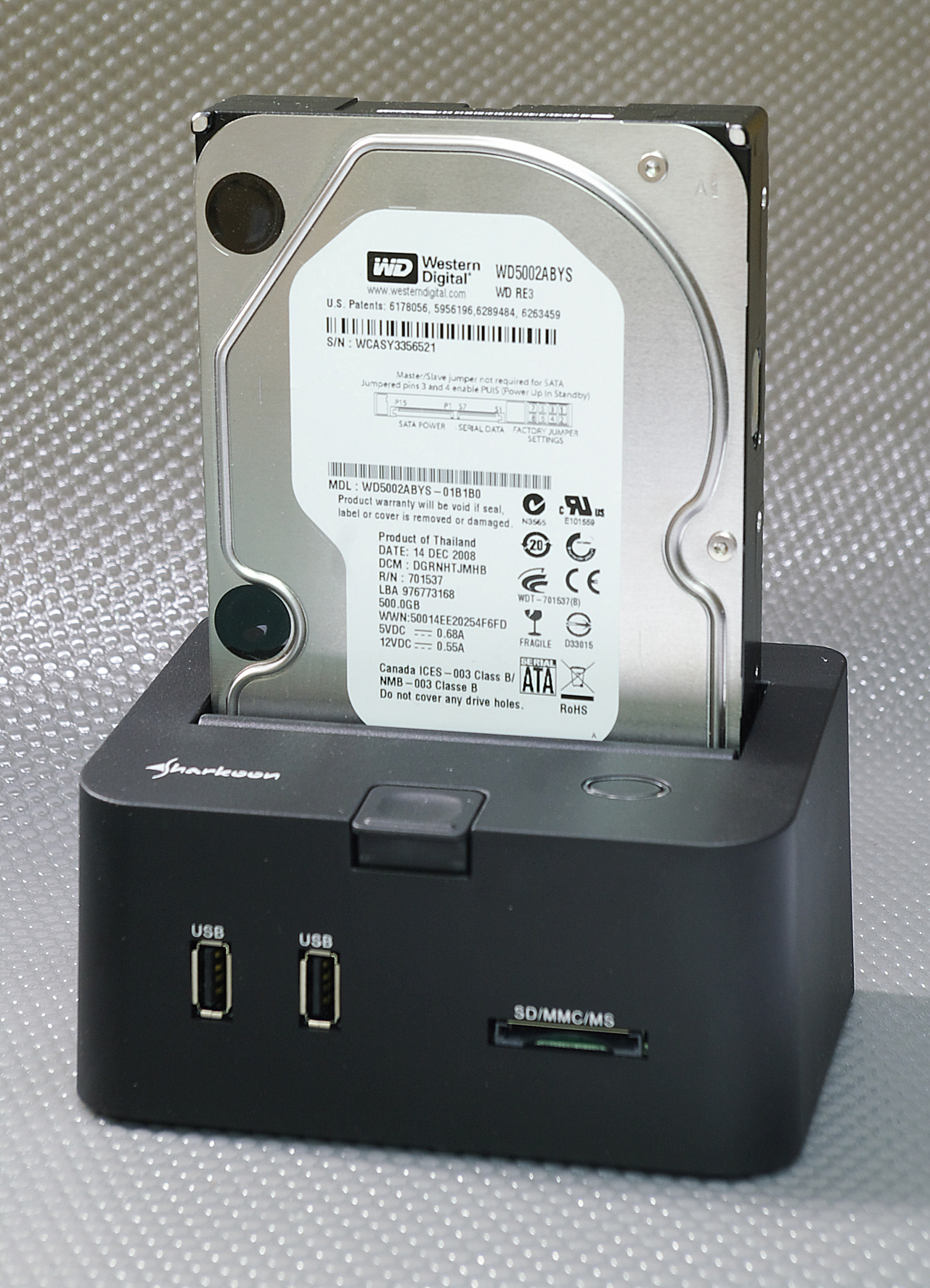
Station d'accueil hot-plug pour disques durs 3,5 SATA

- Alimentation électrique
- RAID (SCSI , Serial ATA)
- RS-232
- Universal Serial Bus
- FireWire